# Sonia Mugabo
Sonia Mugabo là một nữ doanh nhân, nhà thiết kế thời trang và fashionista người Rwanda. Bà là người sáng lập và giám đốc điều hành của nhãn hiệu thời trang Sonia Mugabo, được đặt theo tên của bà.

## Hoàn cảnh và giáo dục
Bà sinh ra ở Kigali, vào ngày 5 tháng 5 năm 1990. Trong một cuộc phỏng vấn với Forbes vào tháng 8 năm 2015, Mugabo tuyên bố rằng bà đã bốn tuổi trong cuộc diệt chủng Rwandan năm 1994 chống lại người Tutsi. bà theo học tại Học viện Green Hills Lưu trữ ngày 14 tháng 8 năm 2020 tại Wayback Machine, một tổ chức học tập dự bị đại học quốc tế tại Rwanda.
Sau đó, bà nhận được học bổng để hoàn thành chương trình giáo dục trung học tại Học viện Lake Forest (LFA), một trường nội trú đồng giáo dục uy tín và trường trung học ban ngày (lớp 9 đến 12), nằm ở Lake Forest, Illinois, Hoa Kỳ. bà theo học tại Đại học Buena Vista, ở Storm Lake, Iowa, Hoa Kỳ, tốt nghiệp Cử nhân Nghệ thuật về Truyền thông Trực quan và Thiết kế Đồ họa. Khi còn học đại học, bà đã thực tập tại Teen Vogue, ở thành phố New York, năm 2011 

## Sự nghiệp
Mugabo là người sáng lập và giám đốc điều hành của nhãn hiệu thời trang Sonia Mugabo Lưu trữ ngày 30 tháng 7 năm 2019 tại Wayback Machine, được đặt theo tên của bà. Bà thành lập nhãn hiệu thời trang của mình vào năm 2013, sau khi tốt nghiệp đại học. Nhãn hiệu này đã giới thiệu bàng khai lần đầu tiên vào tháng 10 năm 2013 tại "Tuần lễ thời trang Kigali". Kể từ tháng 11 năm 2017, nhãn phát triển hai bộ sưu tập hàng năm. Sonia Mugabo thiết kế quần áo cho cả nam và nữ, sử dụng nguyên liệu có nguồn gốc địa phương.

## Những ý kiến khác
Vào tháng 3 năm 2017, Sonia Mugabo được mệnh danh là một trong "30 triển vọng nhất nhà doanh nghiệp trẻ ở châu Phi 2017" của Forbes.com. Tính đến tháng 3 năm 2017, bà sở hữu hai cửa hàng có thương hiệu ở Kigali. Một độc giả của tờ nhật báo tiếng Anh, New Times, đã viết cho Biên tập viên vào tháng 1 năm 2017, lưu ý rằng Mugabo là nguồn cảm hứng cho giới trẻ.